# رود سلكا
رود سلكا (بالإنجليزية: Rod Salka)‏ مواليد 28 فبراير 1983 في بونيولا، بنسيلفانيا، الولايات المتحدة، هو ملاكم محترف أمريكي يصنف ضمن فئة وزن خفيف الوسط.

## إحصائيات
خاض خلال مسيرته 27 نزالا، فاز في 23 وخسر في 4. فاز بالضربة القاضية في 4 نزالات.

## روابط خارجية
- رود سلكا على موقع بوكس ريك (الإنجليزية) (registration required)